# 诰封亭
诰封亭，位于中国广东省湛江市雷州市白沙镇和家村，为湛江市雷州市的一个市级文物保护单位，类型为古建筑，公布时间为2001年8月17日。
诰封亭的历史年代为清代。